# كواسولو تورينيس
كواسولو تورينيس هي كومونا (بلدية) في مدينة تورينو الحضارية في منطقة بيدمونت الإيطالية، والتي تقع على بعد حوالي 30 كيلومتر (19 ميل) شمال غرب تورين .
تحد كواسولو تورينيس البلديات التالية: لوكانا و كوريو و موناستيرو دي لانزو و بالانجيرو و لانزو تورينيس .

## الروابط الخارجية
- Official website